# Dauerparker
Dauerparker ist ein Begriff aus der Parkraumbewirtschaftung.

## Parken auf öffentlichem Grund

### Straßenrecht
Der ruhende Verkehr gehört regelmäßig zum Gemeingebrauch. Das abgestellte Fahrzeug muss jedoch  zugelassen sein.
Ist die Motivation nicht darauf gerichtet, das Kfz (wieder) in den fließenden Verkehr zu bringen, liegt eine erlaubnispflichtige Sondernutzung vor. So ist beispielsweise das Abstellen ausschließlich zu Werbezwecken, auch wenn ein gelegentlicher Standortwechsel mit eigener Kraft erfolgt, unzulässig. Bei einem Wohnmobil, das nicht zum Zweck der Überbrückung des Zeitraums bis zur nächsten Inbetriebnahme abgestellt wird, liegt ebenfalls unzulässige Sondernutzung mehr vor. Denn damit wird das Fahrzeug zu einer auf die Straße aufgebrachten verkehrsfremden Sache, nicht anders als jeder beliebige sonstige körperliche Gegenstand. Derartige Vorgänge fallen bereits aus der Widmung zum Verkehr und damit aus dem einschlägigen Gemeingebrauch heraus, weil der Verkehrsraum dann zu verkehrsfremden Zwecken in Anspruch genommen und das Fahrzeug seiner Eigenschaft als Transportmittel entkleidet wird.

### Straßenverkehrsrecht
Das Halten und Parken von Kraftfahrzeugen ist in der Straßenverkehrs-Ordnung  (StVO) geregelt.
Wer sein Fahrzeug verlässt oder länger als drei Minuten hält, der „parkt“ (§ 12 Abs. 2 StVO).
Das Parken ist an bestimmten Orten generell unzulässig (§ 12 Abs. 3 StVO), mit Kraftfahrzeugen mit einer zulässigen Gesamtmasse über 7,5 t sowie mit Kraftfahrzeuganhängern über 2 t zulässiger Gesamtmasse innerhalb geschlossener Ortschaften auch in bestimmten Baugebieten in der Zeit von 22.00 bis 06.00 Uhr sowie an Sonn- und Feiertagen (§ 12 Abs. 3a StVO).
Mit Kraftfahrzeuganhängern ohne Zugfahrzeug darf nur auf entsprechend gekennzeichneten Parkplätzen länger als zwei Wochen geparkt werden (§ 12 Abs. 3b StVO). An Parkuhren darf nur während des Laufens der Uhr, an Parkscheinautomaten nur mit einem Parkschein für die Dauer der zulässigen Parkzeit gehalten werden (§ 13 Abs. 1 StVO).
In Abschnitt 3 Parken enthält die Anlage 3 (zu § 42 Absatz 2 StVO) die entsprechenden Ge- und Verbotszeichen 314, 314.1, 314.2, 315 und 318.
Von den Vorschriften der StVO sind die Bundeswehr, die Bundespolizei, die Feuerwehr, der Katastrophenschutz, die Polizei und der Zolldienst befreit, soweit das zur Erfüllung hoheitlicher Aufgaben dringend geboten ist (§ 35 Abs. 1 StVO).
Für schwerbehinderte Menschen mit außergewöhnlicher Gehbehinderung ist eine vollständige oder zeitlich beschränkte Reservierung von Parkraum auf Behindertenparkplätzen  möglich sowie die Einräumung von Sonderparkrechten im Einzelfall durch die Straßenverkehrsbehörde.  Ähnliches gilt für Kennzeichnung von Parkmöglichkeiten für Bewohner städtischer Quartiere mit erheblichem Parkraummangel (Bewohnerparken) durch vollständige oder zeitlich beschränkte Reservierung des Parkraums für die Berechtigten oder durch Anordnung der Freistellung von angeordneten Parkraumbewirtschaftungsmaßnahmen.
Ein Dauerparker muss wie jeder andere Verkehrsteilnehmer mit Situationen rechnen, die kurzfristig eine Änderung bestehender Verkehrsregelungen verlangen. Er kann deshalb nicht darauf vertrauen, dass ein zunächst rechtmäßiges Dauerparken an einer bestimmten Stelle des öffentlichen Straßenraums unbegrenzt erlaubt bleibt. Umgekehrt kann von einem Dauerparker nicht erwartet werden, dass er stündlich oder täglich sein Fahrzeug überwacht und prüft, ob sich die Verkehrsregelungen geändert haben. Ansonsten bestünde kein Unterschied zwischen Kurzzeit- und Dauerparkplätzen. Wie lange die dem Verkehrsteilnehmer einzuräumende Reaktionszeit ist, ist letztlich eine straßenverkehrsrechtliche Frage. Die Kostenbelastung für eine Abschleppmaßnahme am vierten Tag nach dem Aufstellen des Verbotsschildes ist in der Regel nicht unverhältnismäßig. Ein  zunächst rechtmäßig abgestelltes Fahrzeug darf demnach mit Ablauf von drei vollen Tagen seit Änderung der Verkehrsregelung durch Aufstellen eines Verbotsschilds im Wege der Ersatzvornahme kostenpflichtig abgeschleppt werden.

## Parken auf privaten Parkplätzen
Im Zusammenhang mit dem innerstädtischen Parkraummangel gibt es auch kommerzielle Angebote, einen Parkplatz auf Dauer gegen Entgelt zu mieten.
In einem Parkhaus sind dann einige Parkplätze besonders gekennzeichnet und für Dauerparker reserviert. Wenn alle anderen Stellplätze im Parkhaus belegt sind und aus diesem Grund am Einfahrtskontrollgerät kein Ticket mehr gezogen werden kann, können Dauerparker trotzdem in das Parkhaus einfahren – oft über eine eigene Fahrspur. Die Stellplätze können besondere Merkmale aufweisen, z. B. besonders weit vom Eingang entfernt liegen und daher günstiger sein, besonders nah am Eingang liegen und dementsprechend teurer oder auch besonders groß sein (für größere Fahrzeuge).
Sobald man die Parkfläche eines Supermarkts oder Einkaufszentrums befährt, geht man einen Vertrag mit demjenigen ein, der den Platz bewirtschaftet. Bei Verstößen gegen die Parkordnung wie dem Überschreiten der zulässigen Parkhöchstdauer, kann eine Vertragsstrafe anfallen.
Wird ein Fahrzeug, das unbefugt auf einem Privatgrundstück in verbotener Eigenmacht abgestellt wird, im Auftrag des Grundstücksbesitzers im Wege der berechtigten Selbsthilfe entfernt, ist der Fahrzeughalter nach den Grundsätzen einer berechtigten Geschäftsführung ohne Auftrag zum Ersatz der für die Entfernung erforderlichen Aufwendungen verpflichtet.